# Slepi potnik
Slepi potnik (COBISS) je roman Dušana Merca; izšel je leta 1999 pri Študentski založbi. 

## Vsebina
Urban Franc je hišnik v Operi, bivši vojak tujske legije in nepoboljšljivi sanjač. V različnih razmerjih z večinoma zmedenimi ženskami se izgublja in troši. Obdajajo ga spletke, v katerih sodeluje zaradi pomanjkanja boljše usmeritve, pa tudi zaradi upanja po odrešitve od svojih grehov, ki ga išče v zavetju katoliške sekte. Na koncu poseže po edinem sredstvu, ki ga je spoznal v svoji kratki vojaški karieri - neusmiljenem nasilju. 